# Jean Le Tavernier

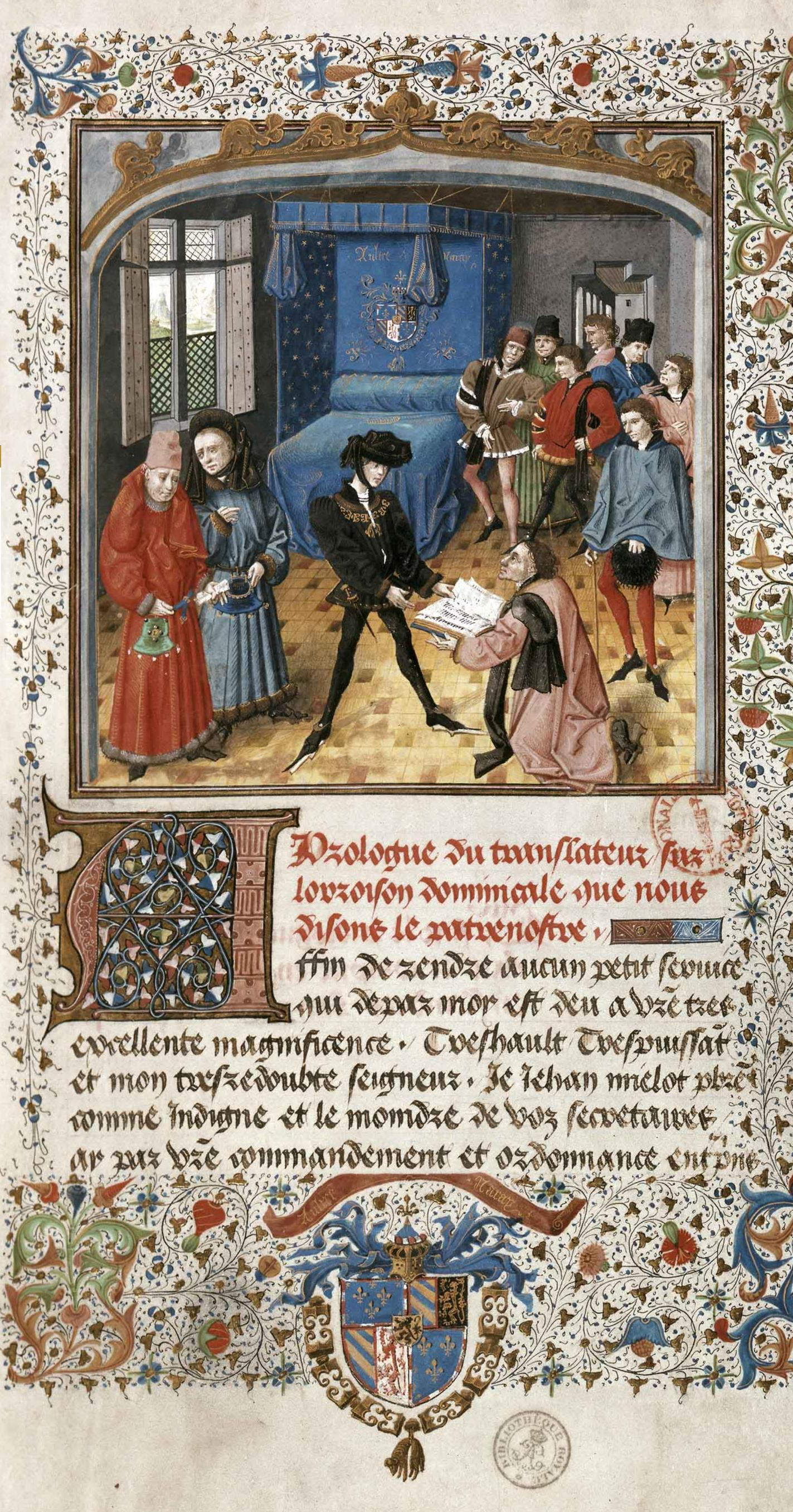
Jean Miélot, Sekretär des Herzogs, überreicht Philipp III. eine Übersetzung

Jean Le Tavernier (niederländisch: Johannes bzw. Jan de Tavernier oder kurz Jan Tavernier) (* in Oudenaarde, Ostflandern; † nach 1460) war ein flämischer Buchmaler.
Seine Arbeiten können von 1434 bis nach 1460 nachgewiesen werden. 

## Leben und Wirken
Nach neuesten Forschungen wird angenommen, dass Jan de Tavernier ein Sohn von Jakob de Tavernier war, einem „Verluchter“ (Buchmaler und Illuminator) aus Oudenaarde, der von 1428 bis 1454 lebte. In den Jahren 1448 bis 1449 hatte dieser für die Sint Walburgakerk (Sankt Walburgakirche) in Oudenaarde ein liturgisches Buch (Missale) illustriert und auf der Rechnung wird ausdrücklich ein ansonsten nicht bekannter Sohn erwähnt. Weiterhin wird diese Annahme unterstützt durch die Tatsache, dass ein Jan de Taverneir filius Jacob bastaard der St. Jorisgilde (Sankt Georgsgilde) in Oudenaarde beigetreten ist, wobei bekannt ist, dass sowohl Jakob als auch zwei seiner Brüder Mitglied dieser Gilde waren. Die augenscheinlich nicht ganz standesgemäße Zeugung würde erklären, warum dieser Sohn nicht in den Kirchenbüchern verzeichnet ist. Diese Annahme setzt allerdings voraus, dass hinter der sogenannten ‘Doornikse periode’ (Periode von Tournai) ein anderer Buchmaler gleichen Namens steckt. Da jedoch ein Buchmaler namens Tavernier bis 1480 auch bei der Malergilde von Brügge eingetragen war, gab es möglicherweise weitere Künstler dieses Namens gleichzeitig. Jakob de Tavernier war ebenfalls Buchmaler und Johannes bzw. Jan war kein seltener Vorname. Es besteht somit weiterer Forschungsbedarf. In Tournai wird jedenfalls ein Tavernier 1435 als peintre historieur et enlumineur aufgeführt, 1450 ebenfalls ein Tavernier in Brügge und schließlich in Oudenaarde. Dort ließ sich gesichert ein Johannes bzw. Jehan le Tavernier nieder und arbeitete von 1454 bis einige Zeit nach 1460 für Philipp III., Herzog von Burgund.
Das Stundenbuch von Philipp dem Guten, Herzog von Burgund mit 165 Miniaturen zeigt seine Spezialisierung auf Grisaille, einer einfarbigen Maltechnik in Grauschattierungen. Dieser Stil war bereits in der ersten Hälfte des 14. Jahrhunderts von Jean Pucelle gebraucht worden.

## Galerie

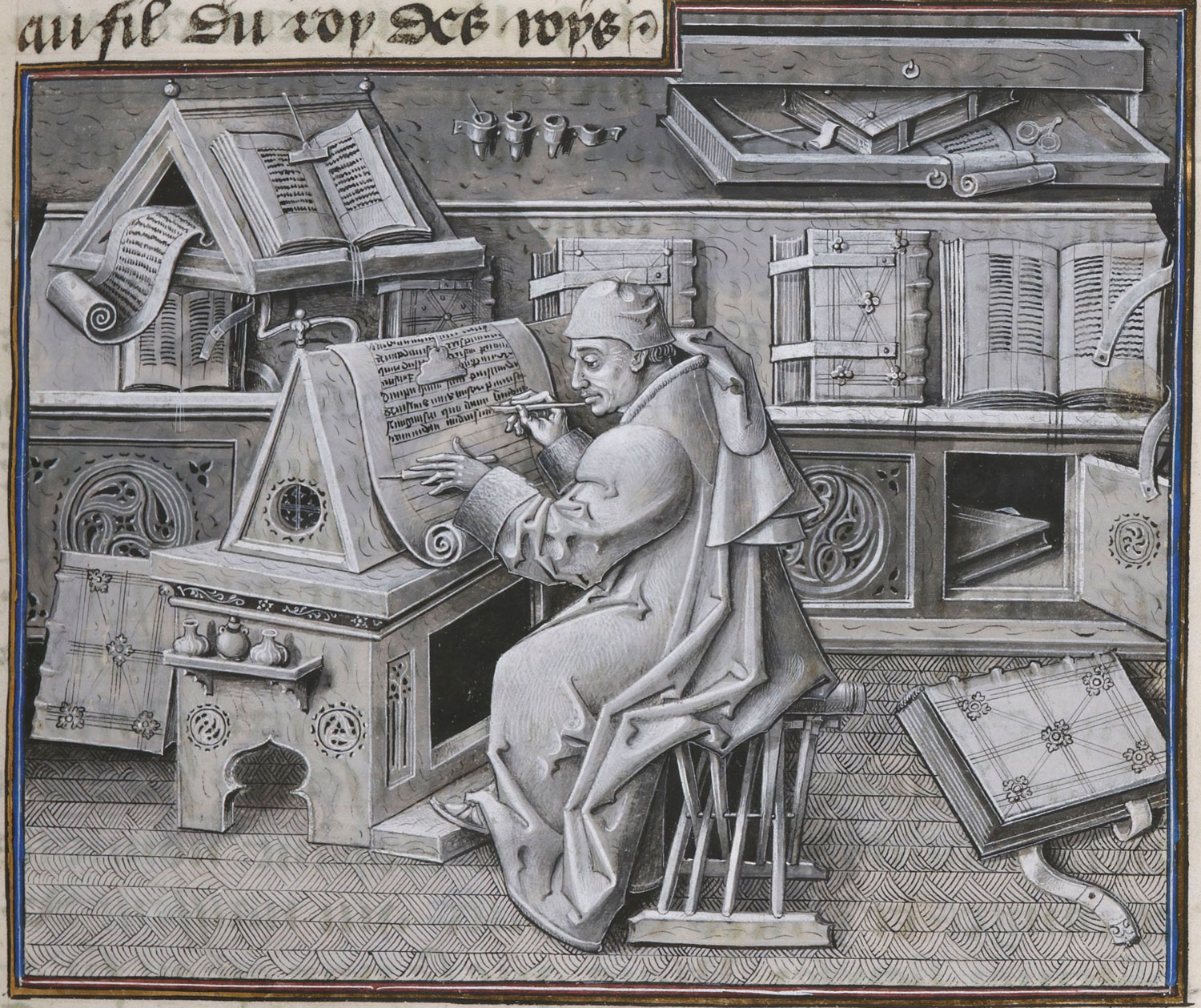
Der Schreiber Jean Miélot in der Schreibstube
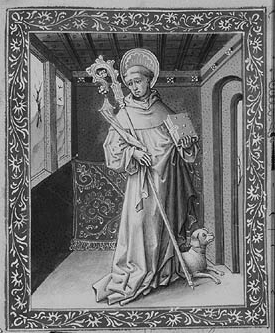
Bernhard von Clairvaux
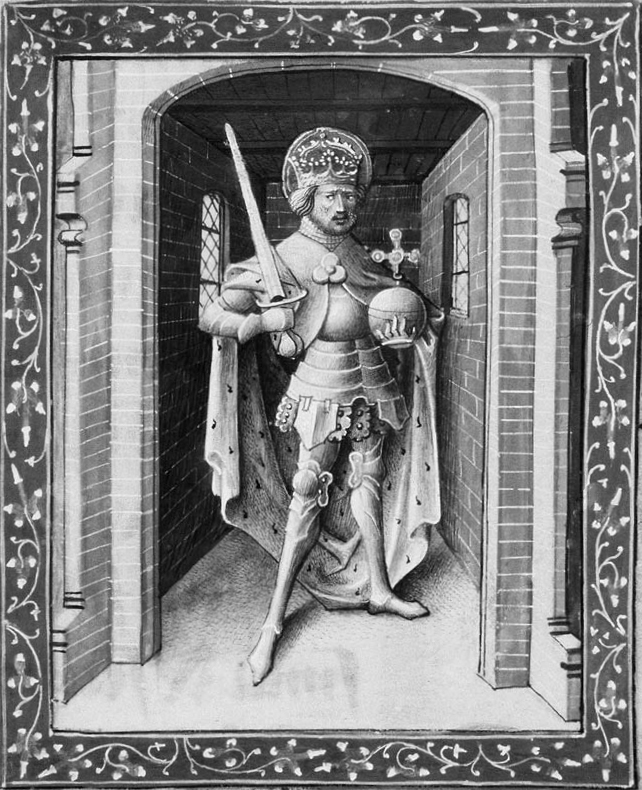
Karl der Große
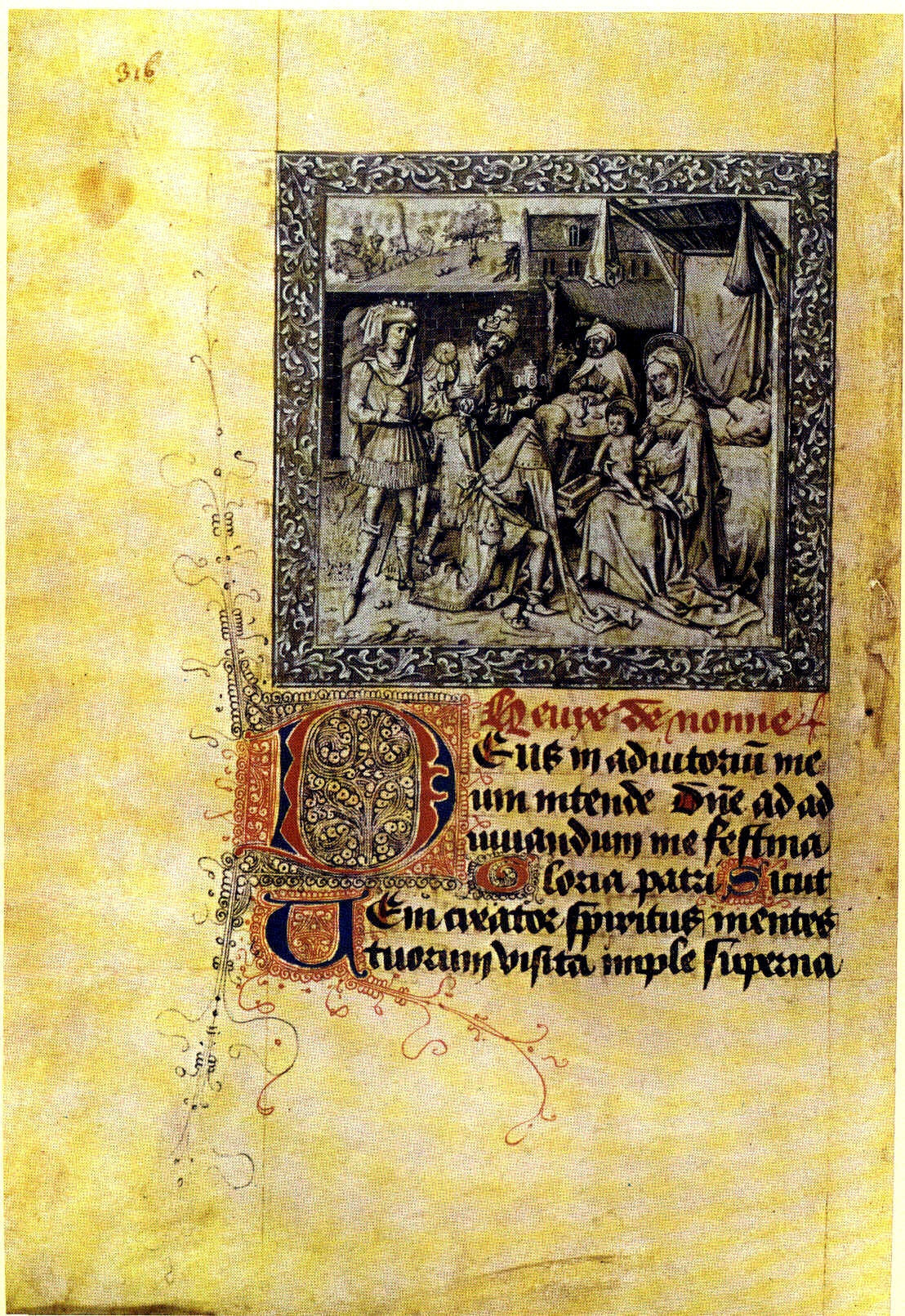
Anbetung der Könige
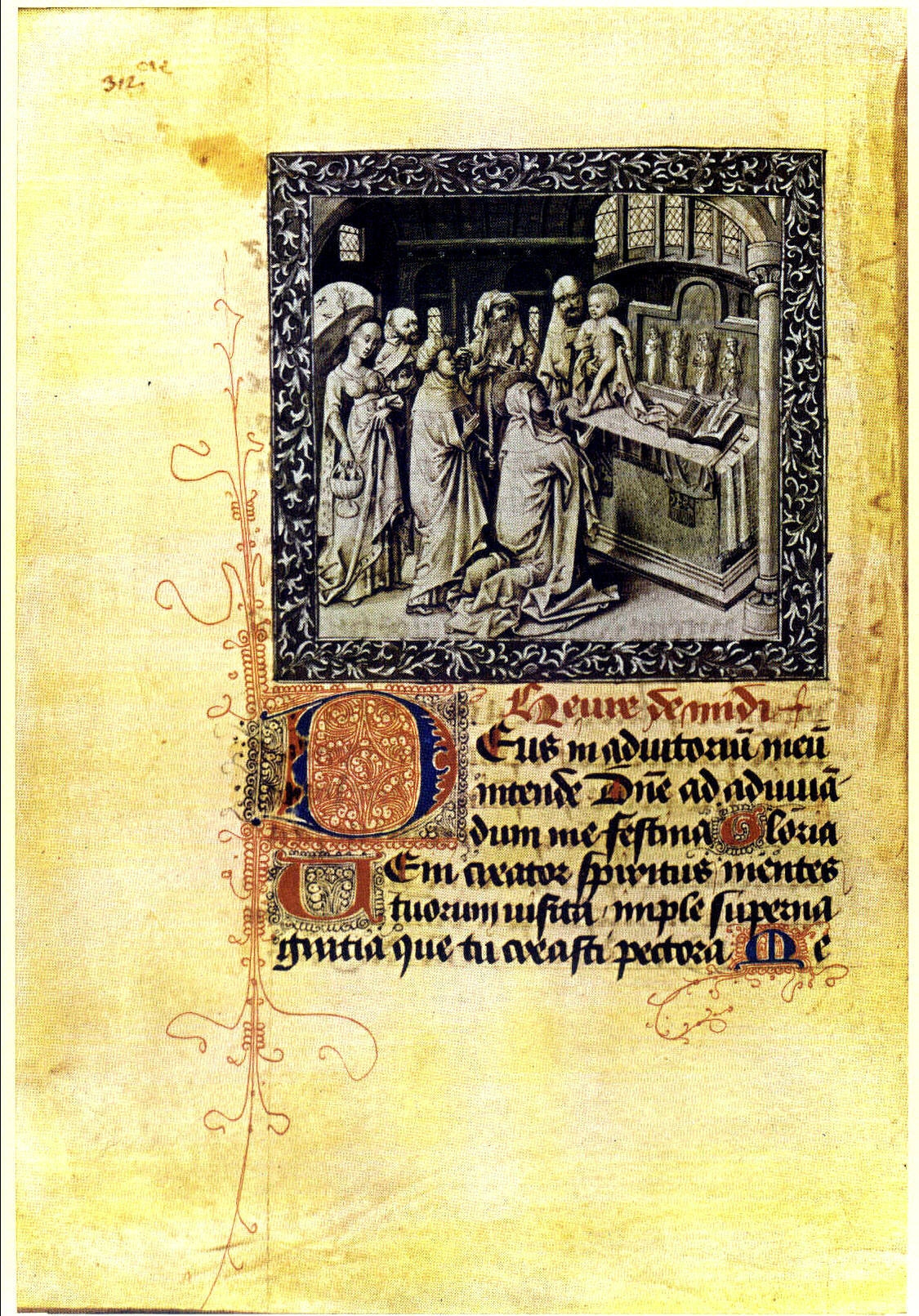
Darstellung im Tempel
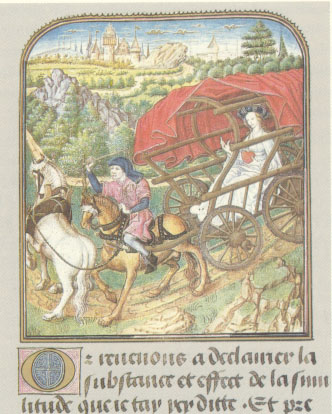
Kobelwagen um 1455

## Nachweise
1. ↑  Erik Verroken, „De verluchter Jakob de Tavernier (1428-1454) en zijn zoon, de bekende miniaturist Jan de Tavernier, in Handelingen van de Geschied- en udheidkundige Kring van Oudenaerde“, Deel XLIII, 2006, p. 65–124.

| Personendaten    | Personendaten      |
| ---------------- | ------------------ |
| NAME             | Tavernier, Jean Le |
| KURZBESCHREIBUNG | flämischer Maler   |
| GEBURTSDATUM     | 15. Jahrhundert    |
| GEBURTSORT       | Audenarde          |
| STERBEDATUM      | 15. Jahrhundert    |